# Cornell, Illinois
Cornell är en ort (village) i Livingston County i Illinois. Vid 2010 års folkräkning hade Cornell 467 invånare.